# Love Attendant
『Love Attendant』（ラブ・アテンダント）は、日本のシンガーソングライター・TiAの3作目のオリジナル・アルバム。2012年1月18日にKnife Edgeからリリース。

## 解説
2ndアルバム『message』から約2年3ヶ月ぶり、2011年4月のTIAからTiAへの再改名およびメジャーレーベルへの再移籍後初のCD作品。『message』以降に配信限定シングルとしてリリースされた楽曲を中心に全11曲を収録。
本作のコンセプトは「恋愛をフライトに見立て、『恋愛アテンダント』に扮したTiAが案内する」というもので、このコンセプトに合わせてファッションブランドのサマンサタバサが衣装のサポートを行っている。

## 収録曲
1. 恋するキモチ♡ [4:52]
作詞：光永亮太・TiA 作曲：sin・春川仁志
2012年1月10日先行配信。PVが製作されている。
2. 世界で一番キミが大好き。  [5:08]
作詞：TiA 作曲/編曲：Mo'doo-!
2011年11月16日配信。
3. 100年に一度の愛しています。 [5:20]
作詞：TiA 作曲：TiA・Yoji Kojo
2011年6月22日配信。TiAへの再改名後最初の新曲。
4. Love Attendant〜Taking off〜 [0:57]
作詞：TiA 作曲：Sugaya Bros・Kohei Sakama・TiA
インタールード。本人の意向により歌詞は歌詞カードに掲載されていない。
5. ブランニューデイ with TiA/K.J. [4:13]
作詞：Kohei Sakama・TiA 作曲：Sugaya Bros・Kohei Sakama 編曲：Sugaya Bros.
TiAがフィーチャリングアーティストとして参加したヒップホップミュージシャン・K.J.(KOHEI JAPAN)の楽曲で、K.J.本人のアルバム『K.J. with...』にも収録されている。
6. SEPTEMBER [4:38]
作詞：松本隆 作曲：林哲司 編曲：藤本和則
2011年9月21日配信。
7. サクラ涙 [4:30]
作詞：TiA・勝tomo大 作曲：TiA・KOYUMI
2010年3月3日配信。
8. どうしてもキミじゃなきゃダメなの [4:59]
作詞：TiA 作曲/編曲：Mo'doo-!
9. さよなら大好きなキミへ [5:00]
作詞：TiA 作曲/編曲：松井弾美
2010年9月22日配信。TIA名義でリリースされた最後の楽曲。
10. Forever Love [6:31]
作詞：TiA 作曲/編曲：M∀LI
11. Love Attendant〜Thank you for...〜 [0:48]
作詞/作曲：TiA
「〜Taking off〜」同様、歌詞は歌詞カードに掲載されていない。